# Dezvoltare personală
Dezvoltarea personală se referă la activități și experiențe care au scopul final de a îmbunătăți starea de conștientizare, dezvoltare a talentelor și abilităților personale, îmbunătățirea calității vieții și contribuirea la realizarea aspirațiilor și viselor personale.
Cunoscut și sub denumirea de "evoluție personală", conceptul de dezvoltare personală cuprinde și activități formale sau informale pentru a dezvolta în alții roluri precum cel de pedagog, ghid, consilier, manager, coach sau mentor. 

## Originile dezvoltării personale
Majoritatea religiilor au inclus și includ elemente de dezvoltare personală ca rugăciunea, muzica, dansul, cântatul, incantațiile, poezia, scrisul, sporturile și artele marțiale.  Aceste practici au scopuri diverse, cum ar fi o mai bună sănătate sau un aspect estetic mai frumos, dar ele sunt legate și de "golurile finale" ale dezvoltării cum ar fi descoperirea sensului vieții sau trăirea unei vieți fericite.
Michel Foucault descrie în cartea sa Care of the Self tehnicile epimelia folosite în Roma și Grecia antică, tehnici care includeau dieta, sportul, abstinența sexuală, contemplarea, rugăciunea și spovedania — unele dintre ele fiind practicate și de creștinism. În yoga, originară din India, aproximativ acum 3000 de ani, tehnicile de dezvoltare personală includeau meditația, respirația ritmică, tehnici de stretching și posturi.
Wushu și T'ai chi ch'uan folosesc tehnici tradiționale chineze, ca respirația și exercițiile de control al energiei qi, meditația, artele marțiale, precum și practici strâns legate de medicina tradițională chineză, cum ar fi dieta, masajul și acupunctura. 
În Islam, care a apărut acum 1500 de ani în Orientul Mijlociu, tehnicile de dezvoltare personală includ rugăciunea rituală, recitarea Coranului, pelerinajul, postul și tazkiyah (purificarea sufletului).

## Dezvoltare personală în limba română
Conceptul de dezvoltare personală s-a dezvoltat și în limba română, fiind impulsionat de o serie de cărți publicate de edituri printre care Curtea Veche, Meteor Press. Publica, ACT și Politon, Amaltea, Humanitas sau Libris.
Printre cele mai cunoscute cărți care impulsionează dezvoltarea personală au fost publicate în limba română cărți scrise de:
- Dale Carnegie
- Wayne Dyer
- Napoleon Hill
- James Allen
- Daniel Goleman
- Robert Kiyosaki
- Donald Trump
- Jordan Peterson
- Eckhart Tolle
- Stephen Covey
- Jack Canfield
- Richard Branson
- Og Mandino
- Brian Tracy
- Anthony Robbins
- James Altucher
- Brendon Burchard
- John C. Maxwell

### Bloguri de dezvoltare personală
Conceptul a fost preluat și prin bloguri care scriu despre dezvoltare personală.

## Dezvoltare personală la nivel individual
La nivel individual dezvoltarea personală poate fi întreținută folosind cărți, cursuri și tehnici care ajută la dezvoltarea unor aspecte cum ar fi:
- aspectul fizic
- înfrumusețare
- slăbire
- yoga
- arte marțiale
- meditație

Unele programe sunt livrate online printre ele numărându-se programe și cărți motivaționale, rețete de slăbire, sau manuale pentru yoga. 
O listă parțială de unelte de dezvoltare personală la nivel individual este:
- cărți
- discursuri motivaționale
- programe de învățare online
- workshopuri
- consiliere individuală
- psihoterapie
- coaching
- mentoring